# Czachów (Cedynia)

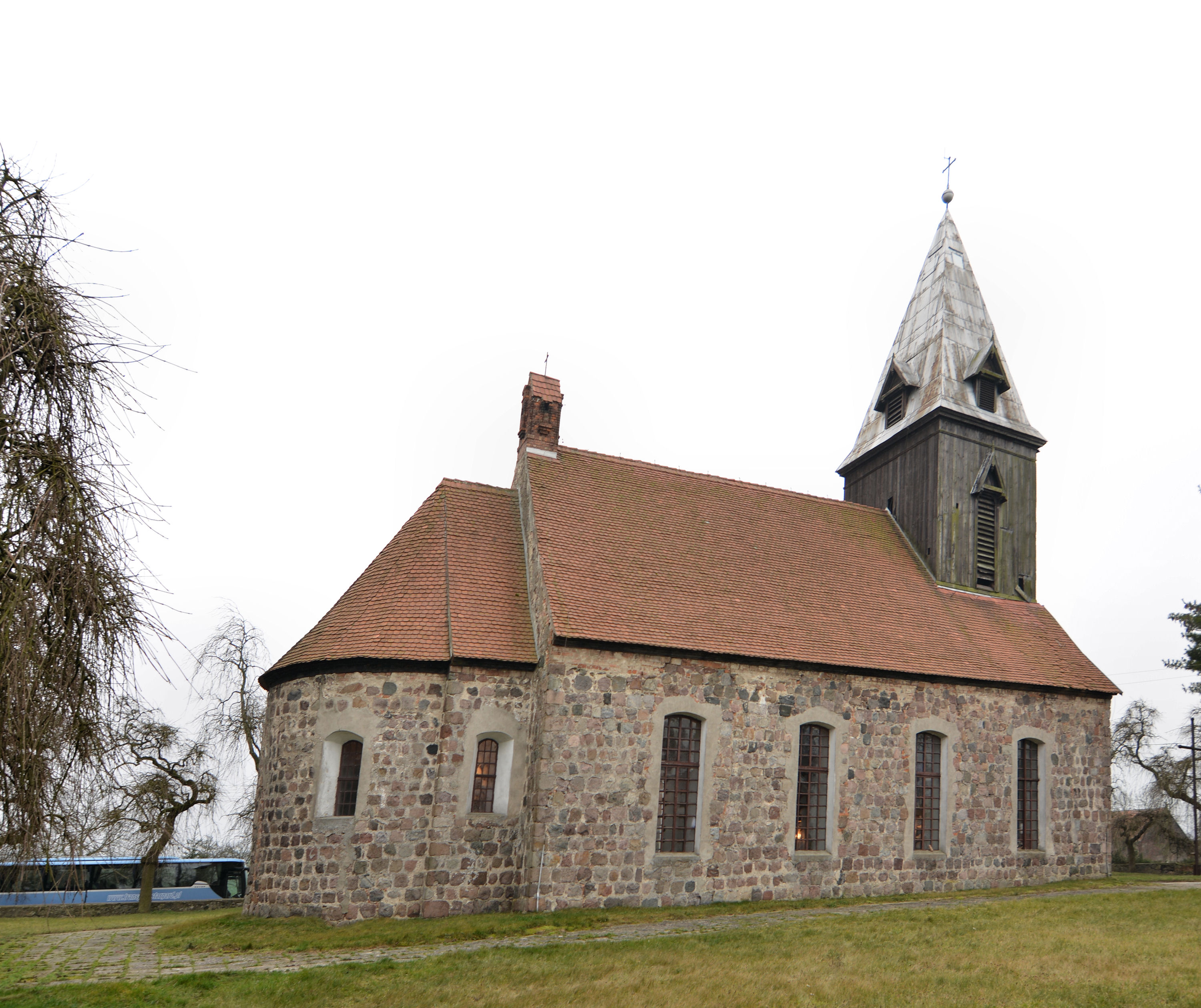
Kirche Zachow

Czachów (deutsch Zachow) ist ein Dorf in der Gmina Cedynia (Zehden) in der Woiwodschaft Westpommern. 2006 lebten hier 220 Einwohner.
Er liegt etwa sechs Kilometer nordwestlich von Cedynia, dicht an der deutschen Grenze.

## Geschichte
Der Ort gehörte zur brandenburgischen Neumark, seit 1711 vollständig zum Amt Zehden, seit dem 19. Jahrhundert zum Kreis Königsberg in der Neumark.
Von 1317 ist die älteste Erwähnung des Ortes erhalten. Ein Teil gehörte dem Kloster Zehden (19½ Hufen), der andere adligen Besitzern. 1711 kaufte König Friedrich I. deren Anteil auf und gliederte ihn dem Amt Zehden ein.
1945 wurde das Dorf polnisch.

## Sehenswürdigkeiten
- Kirche der Gottesmutter von Tschenstochau, 13./14. Jahrhundert, Feldsteinbau mit Ziegeln, farbige Malereien aus dem 14. Jahrhundert als eine der ältesten erhaltenen in Polen,[1] Orgelprospekt aus dem 18. Jahrhundert von Joachim Wagner.[2]

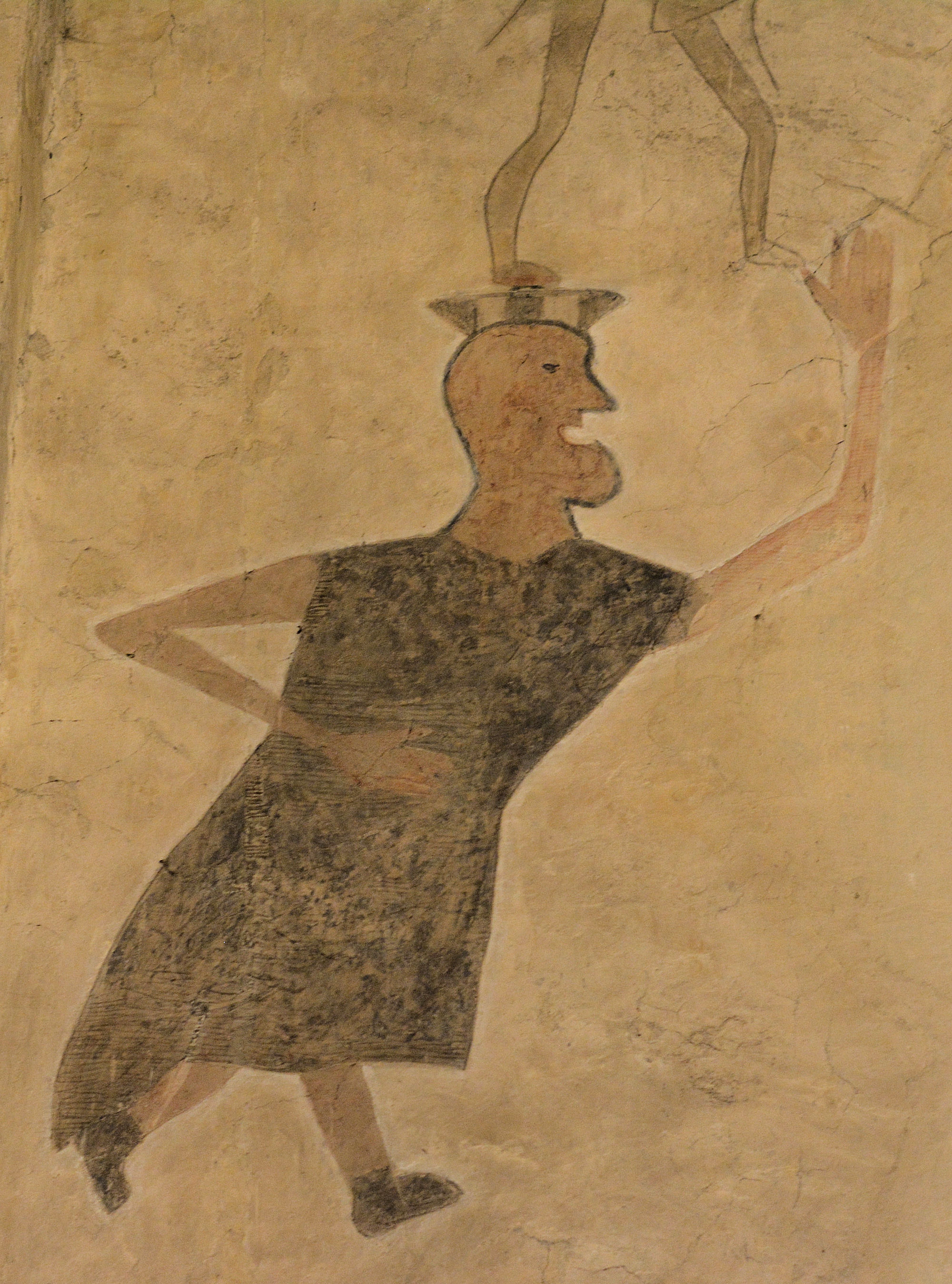
Fresken Detail 1 in der Kirche
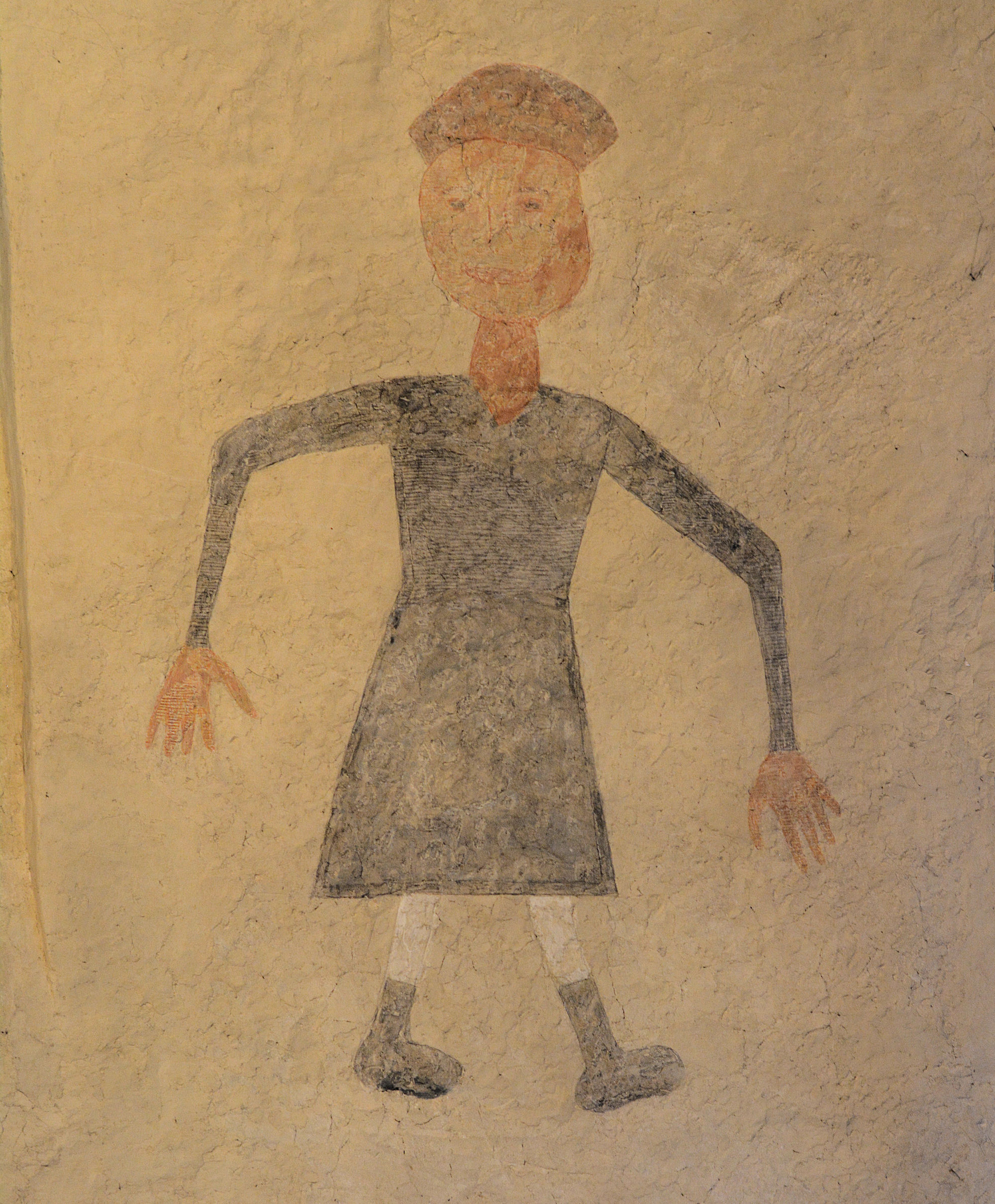
Fresken Detail 2 in der Kirche
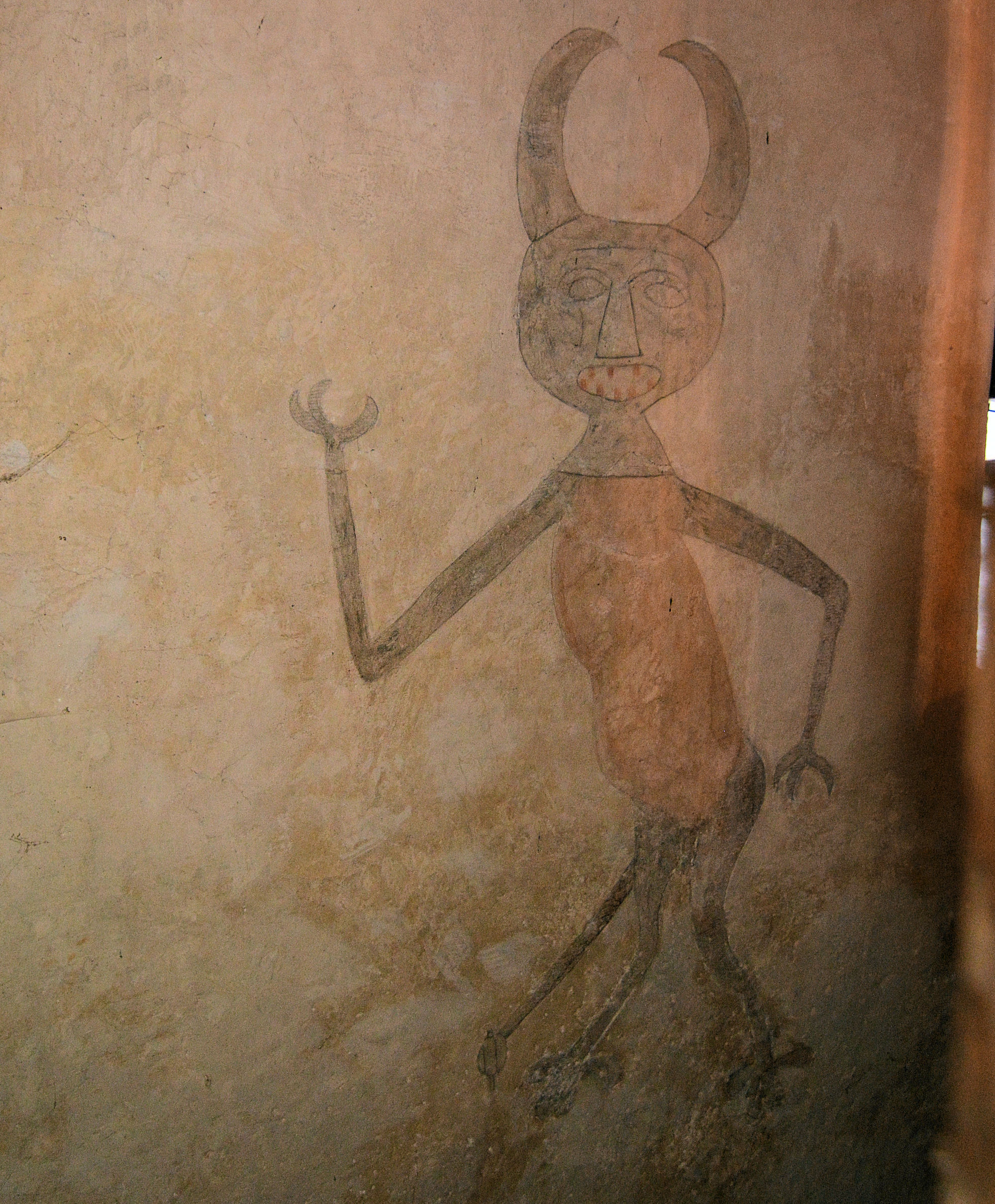
Teufelsdarstellung Freske 3
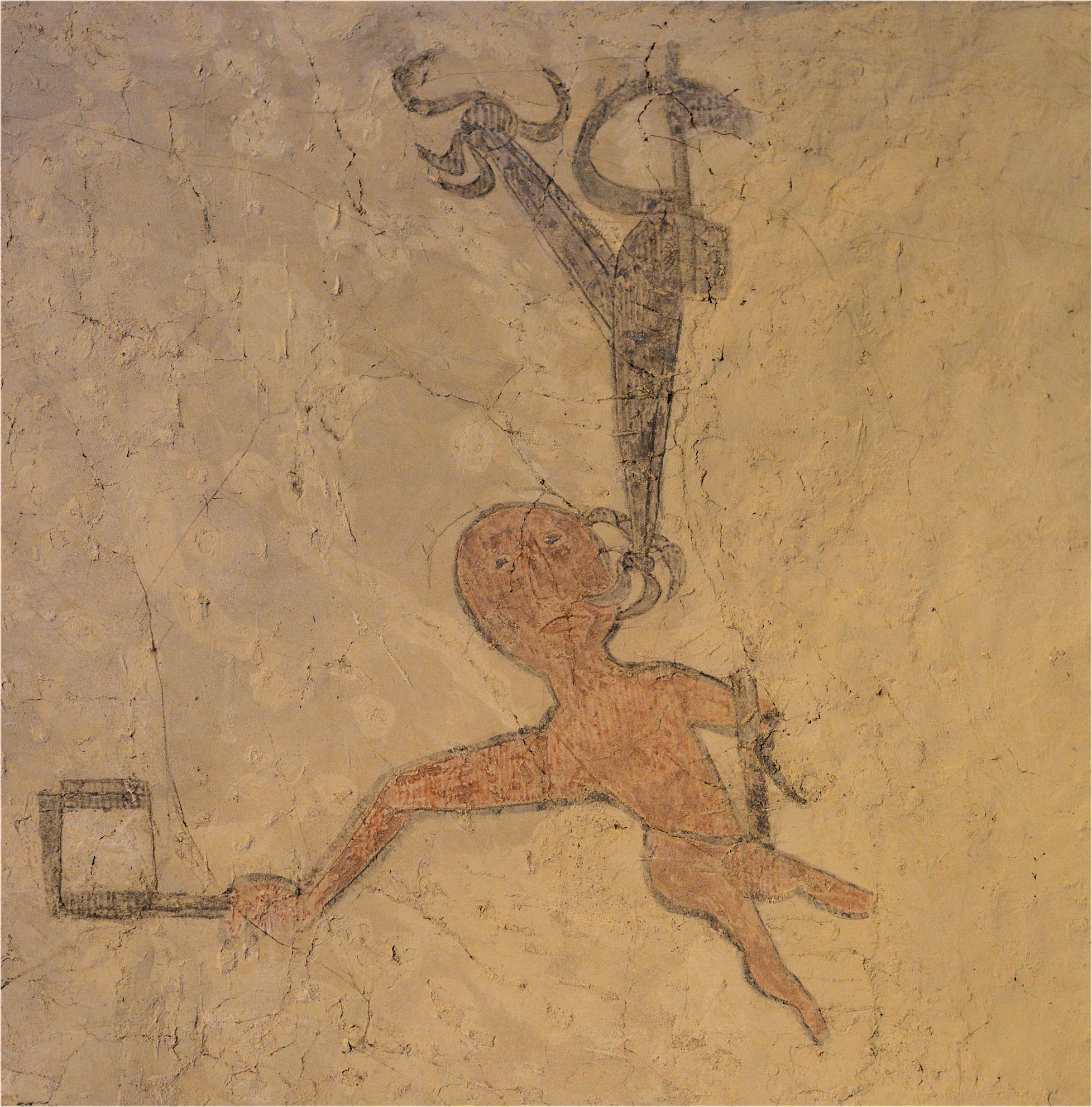
Freske 4
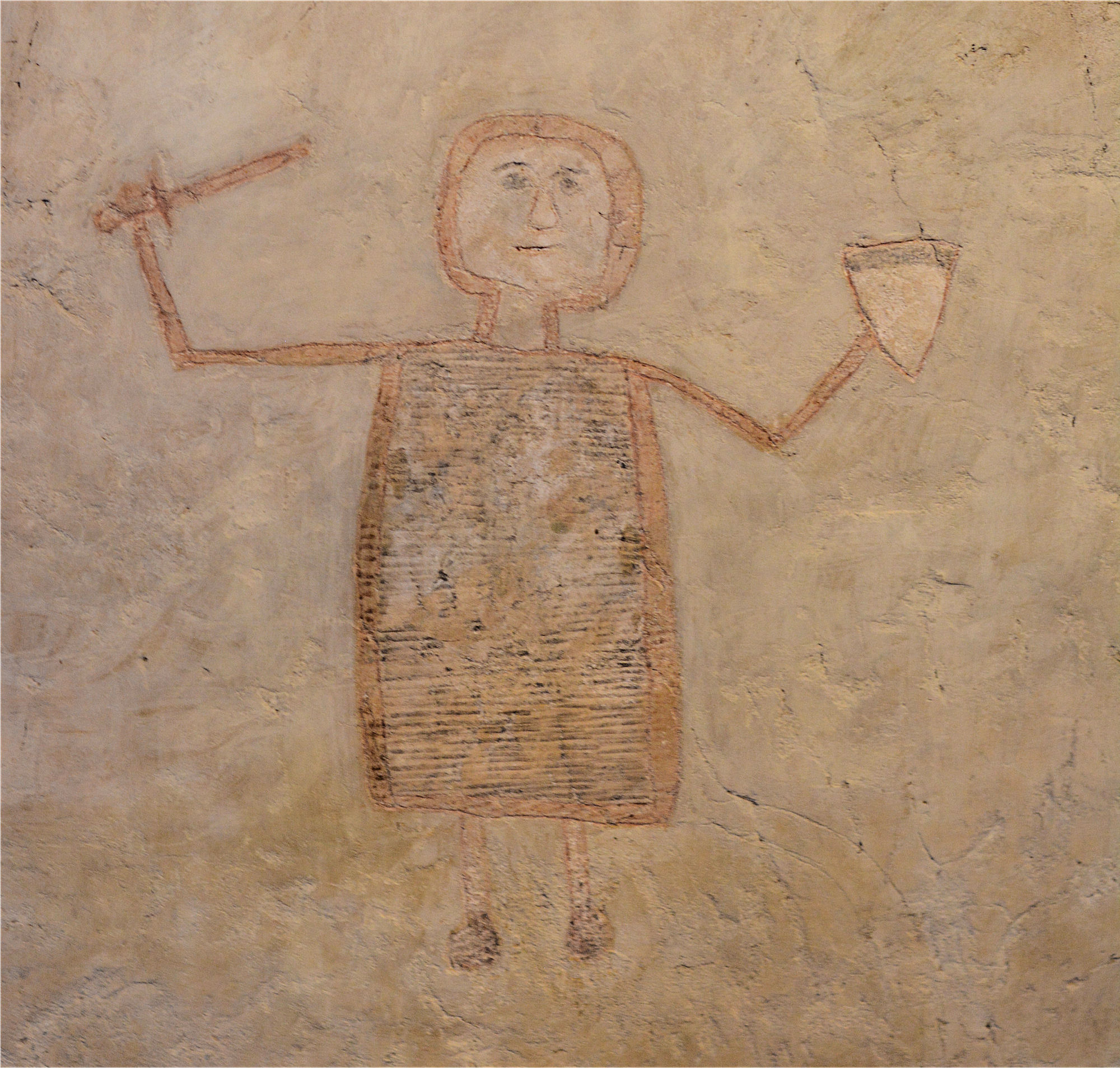
Freske 5
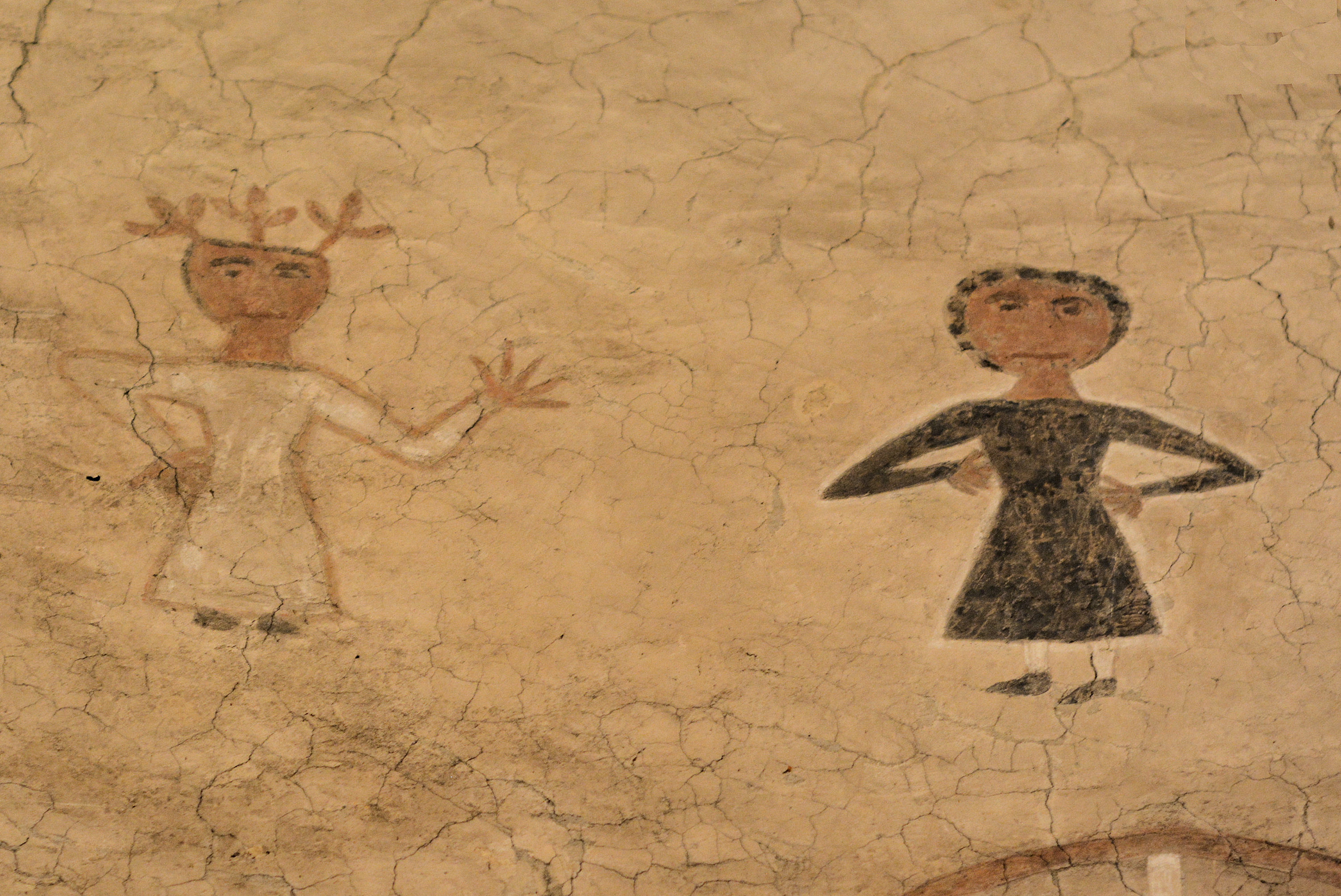
Freske 6